# NGC 3740
NGC 3740 este o galaxie spirală situată în constelația Ursa Mare. A fost descoperită în 19 martie 1790 de către William Herschel. Se află la o distanță de 50,51 de megaparseci de Pământ.